# Alcool benzilic

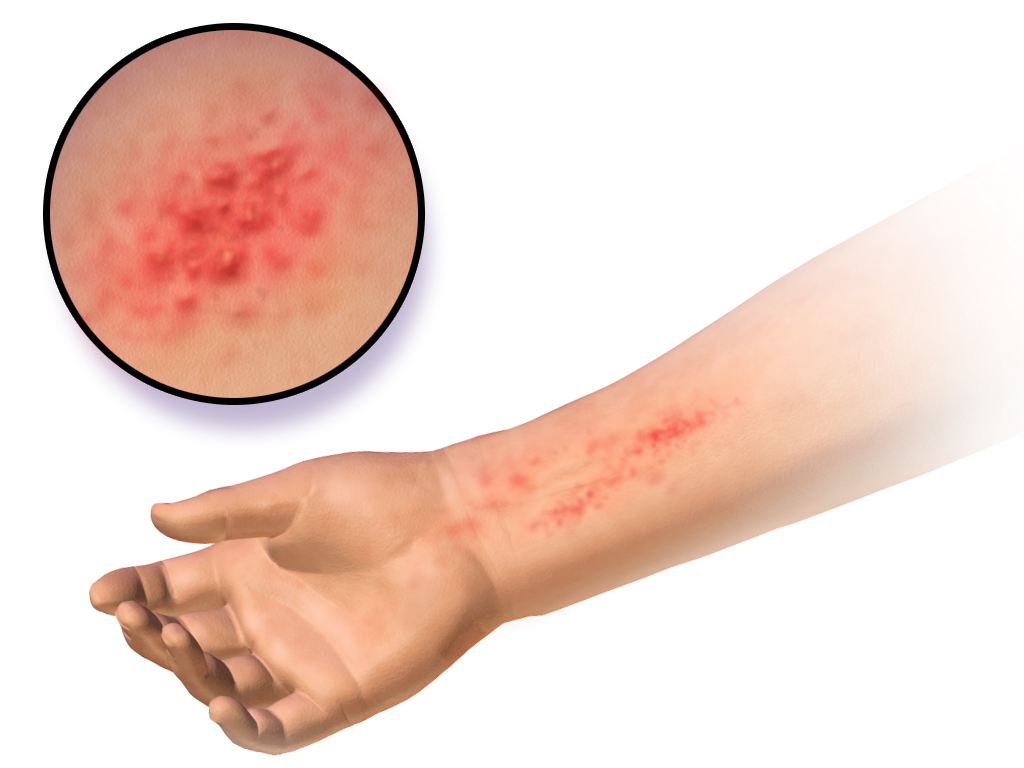
Ilustrație a unei dermatite alergice de contact

Alcoolul benzilic este un alcool aromatic cu formula C6H5CH2OH. Radicalul benzil este adesea abreviat "Bn" (a nu se confunda cu "Bz", care este folosit pentru benzoil), astfel alcoolul benzilic este notată ca BnOH. Alcoolul benzilic este un lichid incolor, cu un ușor miros plăcut, aromatic. Acesta este un solvent util datorită polarității, toxicității reduse și presiunii de vapori joase. Alcoolul benzilic are o solubilitate moderată în apă (4 g/100 mL) și este miscibil cu alcooli și eter dietilic. Anionul rezultat prin deprotonarea grupului alcool este cunoscut sub numele de benzilat sau benziloxid.